# 아키야마 사네유키

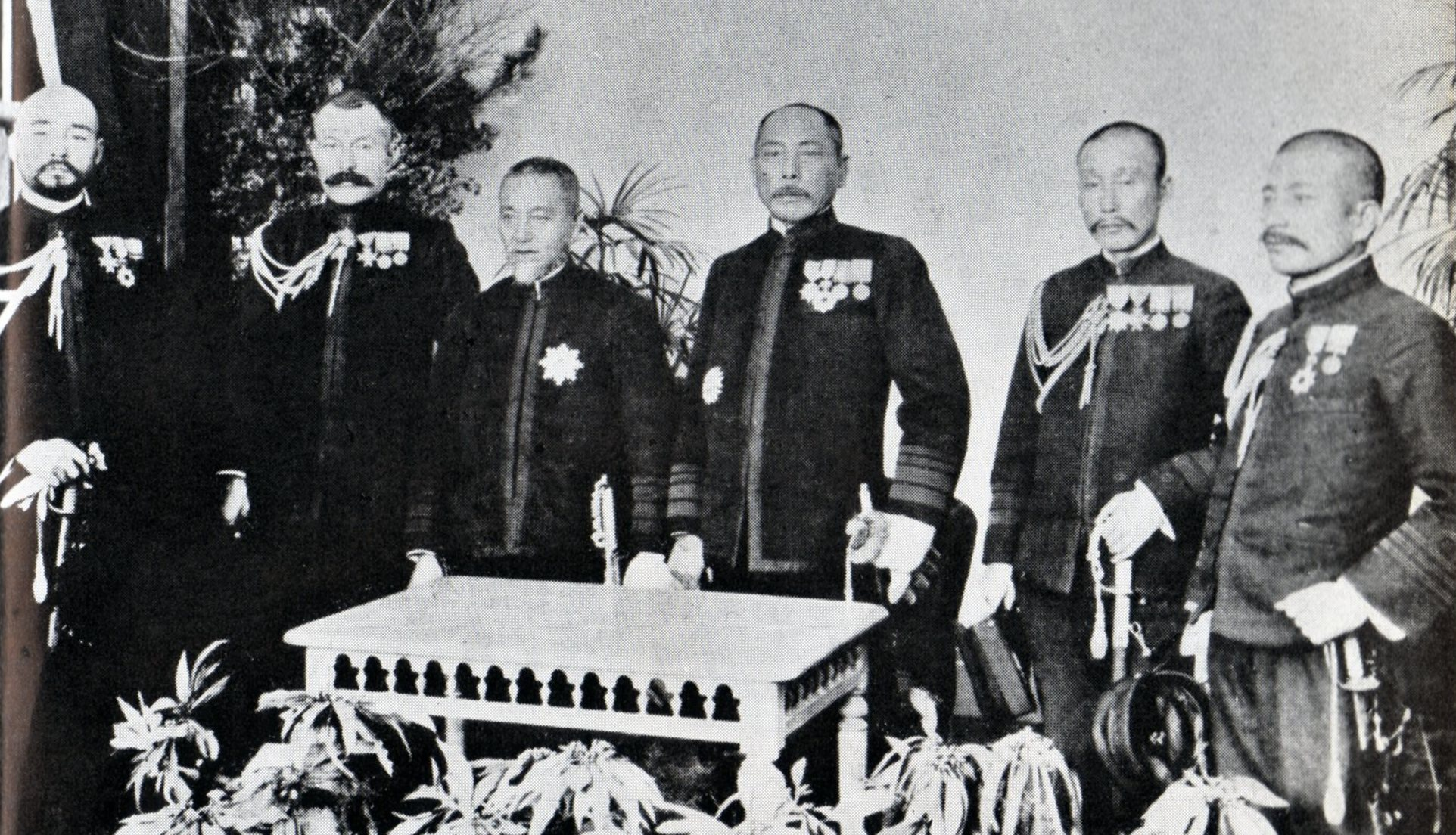
연합함대 수뇌부. 왼쪽부터 후나코시 가지시로, 시마무라 하야오, 도고 헤이하치로, 가미무라 히코노조, 가토 도모사부로, 아키야마 사네유키

아키야마 사네유키(일본어: 秋山 真之, 1868년 4월 12일 ~ 1918년 2월 4일)는 러일 전쟁에서 활약한 일본 제국 해군의 군인이다. 쓰시마 해전의 일본 제국 해군 측 작전인 ‘정자전법’(丁字戦法)을 독창으로 입안하여 러시아 제국의 발틱 함대와의 전투를 승리로 이끌었다.
쓰시마해전 당시 "금일 날씨 청랑한데 파도가 높다(本日天気晴朗ナレドモ浪高シ)"고 전보 친 문장은 일본에서 명문으로서 이름이 높다.

## 초기 이력
이요 마쓰야마번의 마쓰야마 성하에서 가난한 하급무사 아키야마 히사타카(秋山久敬)의 5남으로 태어났다. 그의 친구로서 후일 유명한 시인이 되는 마사오카 시키와 함께 상경해 도쿄 제국 대학에 입학하고자 공부했으나 사네유키는 육군 장교였던 형 요시후루의 권유와 집안의 경제상 곤란으로 말미암아 후일 해군병학교가 되는 해군병학교에 입학하였다.
이후 여러 차례 함상 근무를 이용해 세계 도처를 기항하면서 둘러보았다. 이후 정보 장교로서 신분을 위장하고 조선과 만주에서 정보를 수집하기도 하였다.

## 미국 유학
1896년 중위로 승진하였고 이듬해 미국의 대사관 주재 무관으로 파견되어 3년간 체류했다. 아키야마 사네유키는 미국의 해군사관학교에서 공부하려고 하였는데 미국 측은 거절하였으나 미국-스페인 전쟁이 발발하자 아키야마 사네유키는 참관인으로서 미국 함대에 탑승할 수 있었다. 이때 쿠바의 아바나 작전을 지켜보고 일본에 장문으로 된 보고서를 보냈다.
1899년 미국의 전함 뉴욕호에 6개월간 탑승하여 미국의 해군 전술을 배울 기회를 얻었고 로드아일랜드에 있는 미 해군대학에서 고등 전술을 배우기도 했다. 이후 영국을 여행한 후 1900년 귀국하였다.

## 해군 대학 교관
아키야마 사네유키는 귀국 이후 대위로 승진하여 참모직을 섭렵하였고 해군대학의 교관이 되었다. 그는 해군대학의 교육 프로그램을 실전 대비용으로 개편하였다. 그는 34살에 불과했고 생도는 대부분 동년배이거나 연장자였으나 그의 훌륭한 인품과 전문지식 덕분에 생도에게 크게 존경받았다.

## 러일 전쟁
러일 전쟁이 발발하면서 소좌로 진급한 아키야마 사네유키는 연합함대 사령관인 도고 헤이하치로에게 절대로 신임을 얻어 도고 헤이하치로의 참모로서 연합함대의 기함 미카사에 승선하였다. 아키야마 사네유키는 계급상 하급 장교였으나 작전 수립에 핵심인 역할을 하여 쓰시마 해전을 위시한 일본 제국 해군의 여러 승리에 크게 기여하였다.

## 전후
이후 처음으로 참모가 아닌 지휘관에 임명되어 전함 미카사의 함장이 되었고 후에 여러 전함의 함장을 역임하고 1913년에 일본 제국 해군 소장에 임명되어 제독의 반열에 오른 아키야마 사네유키는 청렴결백해서 이후 일본 제국 해군에 관련된 군수 부정 사건인 지멘스 사건의 와중에서도 어떤 혐의도 받지 않고 자리를 유지할 수 있었다. 이후 그는 일본 제국 해군 군령부에서 계속 근무하며 해군 최고 작전 전문가로 인정받는다. 이후 해군 내 최고요직인 군무국장을 맡아 지멘스 사건 여파를 최소한으로 줄인다. 이렇게 해군 군령부, 군무국 내 꾸준한 활약을 통해 아키아먀 사네유키는 제1차 세계 대전이 발발하자 각국에서 전쟁 참관을 요청받아 시베리아를 거쳐 유럽으로 가서 전쟁을 참관한다. 이후 미국을 거쳐 귀국하고 제2함대의 사령관에 임명되었으나 건강이 악화하여 사임하고 중장으로 승진하여 예편하였다. 그는 만년에 니치렌슈의 교도가 되어 심취하기도 하였다. 49세에 복막염으로 사망하였다.

## 대중 문화
시바 료타로의 작품 《언덕 위의 구름》(坂の上の雲)은 아키야마 사네유키를 소재로 한 소설이다. 이것은 NHK에서 드라마로 제작되어 공전의 선풍을 기록하기도 하였다.

## 같이 보기
- 고노씨
- 쓰시마 해전